# 穆爾斯峰

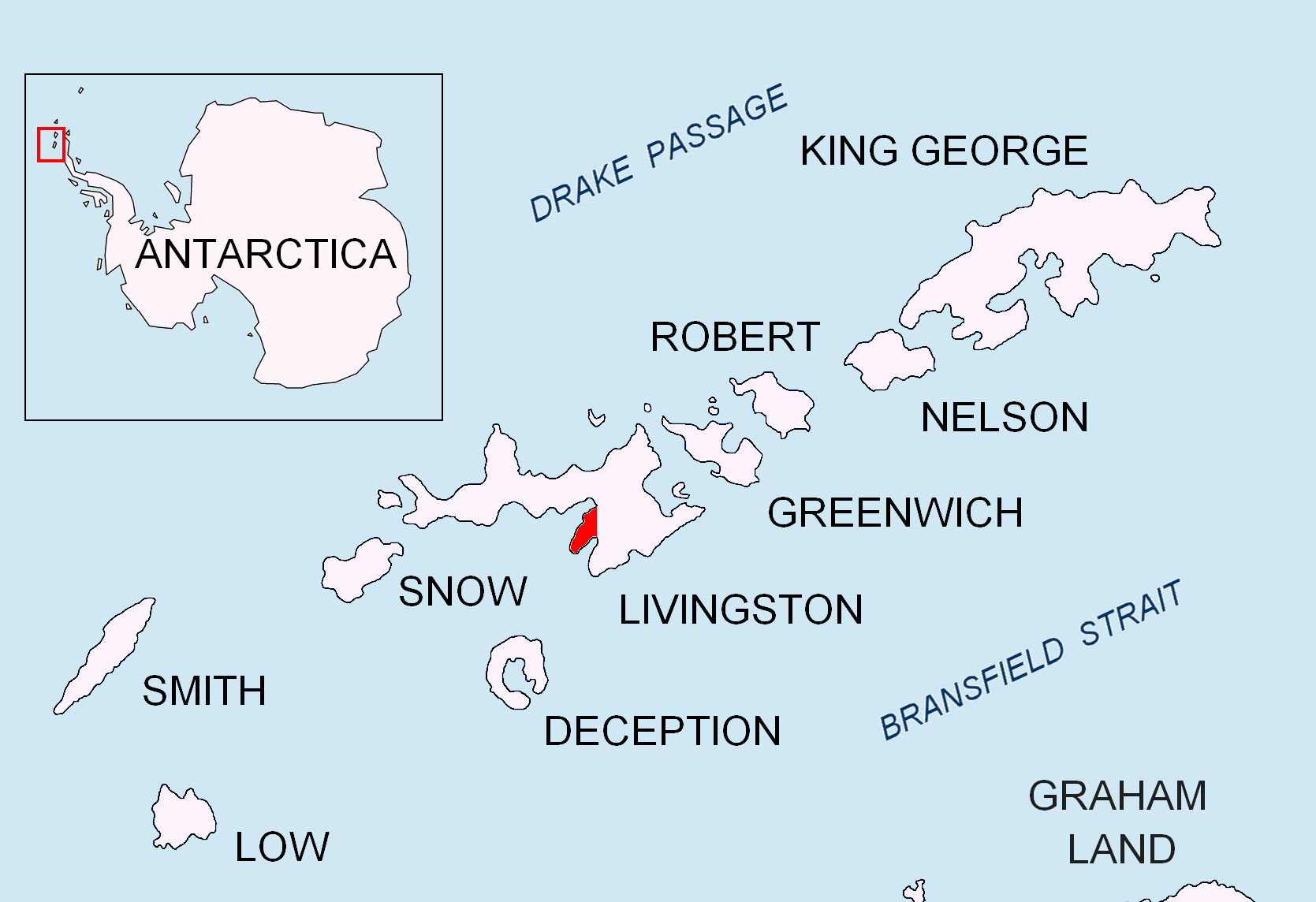

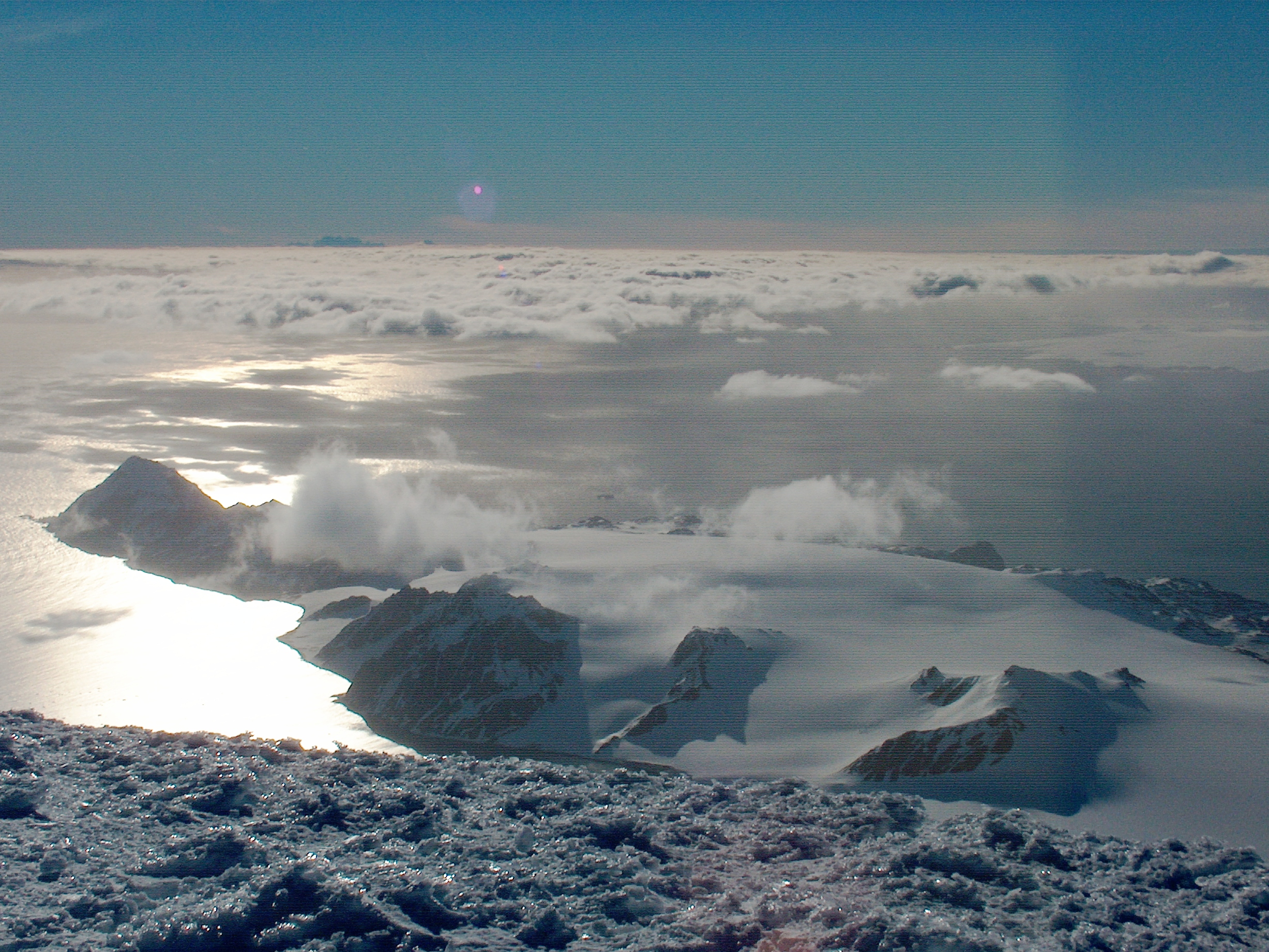

穆爾斯峰（英語：Moores Peak）是南極洲的山峰，位於南設得蘭群島中利文斯頓島的赫德半島，海拔高度407米，處於米拉多爾山西南面0.88公里、內皮爾峰西南面2.2公里和卡斯特爾維峰東北面2.21公里。

## 外部連結
- SCAR Composite Gazetteer of Antarctica（页面存档备份，存于）.

62°41′21″S 60°20′37″W / 62.68917°S 60.34361°W